# Hesher
Hesher er en amerikansk dramakomedie fra 2010 instrueret af Spencer Susser. 
Titelrollen som Hesher bliver spillet af Joseph Gordon-Levitt. Derudover medvirker Natalie Portman, Rainn Wilson og Devin Brochu.

## Eksterne Henvisninger
- Hesher på Internet Movie Database (engelsk)
- Hesher på Scope
- Hesher i Svensk Filmdatabas (svensk)
- Hesher på AlloCiné (fransk)
- Hesher på AllMovie (engelsk)
- Hesher hos American Film Institute (engelsk)
- Hesher på Turner Classic Movies (engelsk)
- Hesher på The Movie Database (engelsk)
- Hesher på Rotten Tomatoes (engelsk)
- Hesher på Metacritic (engelsk)